# القضايا البيئية في إفريقيا
المشكلات البيئية في إفريقيا ناتجة عن التأثيرات البشرية المباشرة وغير المباشرة على البيئة الطبيعية، وتؤثر على البشر ومعظم أشكال الحياة في القارة. تشمل هذه القضايا إزالة الغابات وتدهور التربة وتلوث الهواء وتلوث المياه والتعرية الساحلية والتلوث الناتج عن النفايات وتغير المناخ والتسرب النفطي وفقدان التنوع البيولوجي وندرة المياه (ما يؤدي إلى مشاكل في الحصول على مياه شرب آمنة وخدمات الصرف الصحي). تؤدي هذه القضايا إلى صراعات بيئية وترتبط بنزاعات اجتماعية أوسع تتعلق بالديمقراطية والسيادة. بالإضافة إلى ذلك، بسبب ندرة تقنيات التكيّف المناخي في إفريقيا، تعد القارة الأكثر عرضة للتأثر بالتغير المناخي.

## إزالة الغابات
تُعد عمليات قطع الأشجار واسعة النطاق والتناقص الناتج في مساحة الغابات من أبرز القضايا البيئية في قارة إفريقيا، إذ تستمر عمليات إزالة الغابات وتحويل الأراضي بشكل عشوائي لتلبية احتياجات الزراعة والاستيطان والوقود. يعتمد نحو 90% من سكان إفريقيا على الخشب وقودًا للتدفئة والطهي، ما يؤدي إلى تراجع يومي في المساحات الغابية، خاصةً في مناطق الغابات الاستوائية دائمة الخضرة. وفقًا لبرنامج الأمم المتحدة للبيئة، يبلغ معدل التصحر في إفريقيا ضعف المعدل العالمي.
يختلف معدل قطع الأشجار غير القانوني، وهو جزء رئيسي آخر من عملية إزالة الغابات، من بلد إلى آخر، إذ يصل إلى 50% في الكاميرون و80% في ليبيريا. في جمهورية الكونغو الديمقراطية، تعود إزالة الغابات بشكل أساسي إلى احتياجات المواطنين الفقراء، بالإضافة إلى أعمال قطع الأشجار والتعدين غير الخاضعة للرقابة. أما في إثيوبيا، السبب الرئيسي هو النمو السكاني، الذي يؤدي إلى التوسع في الزراعة وتربية المواشي واستهلاك الحطب. تسهم قلة الوعي والتعليم وضعف التدخل الحكومي في تفاقم المشكلة. في مدغشقر، ساهم لجوء المواطنين إلى أساليب القطع والحرق بعد الاستقلال عن فرنسا في فقدان الغطاء الغابوي. وفقًا لمنظمة الأغذية والزراعة للأمم المتحدة، سجلت نيجيريا في عام 2005 أعلى معدل لإزالة الغابات في العالم، نتيجةً لقطع الأشجار وزراعة الكفاف وجمع الحطب. وفقًا لمصادر أخرى، قضت إزالة الغابات على نحو 90% من الغابات في إفريقيا. لم يتبقَ من الغابات الرطبة في غرب إفريقيا سوى 22.8%، بينما اختفت نسبة 81% من الغابات البدائية في نيجيريا خلال 15 عامًا فقط. تؤدي إزالة الغابات أيضًا إلى خفض احتمال هطول الأمطار، إذ عانت إثيوبيا من المجاعات والجفاف نتيجةً لذلك. اختفت 98% من غابات إثيوبيا خلال الخمسين سنة الماضية. في كينيا، تراجعت نسبة الغطاء الغابوي من نحو 10% إلى 1.7% خلال 43 عامًا. أما في مدغشقر، سببت إزالة الغابات أيضًا التصحر وفقدان التربة وتدهور مصادر المياه، ما أدى إلى عجز البلاد عن توفير الموارد الأساسية لسكانها المتزايدين. خلال السنوات الخمسة الماضية، فقدت نيجيريا نحو نصف غاباتها الأولية.

## تدهور التربة
أدت التعرية الناتجة عن الأمطار والأنهار والرياح، بالإضافة إلى الاستغلال المفرط للتربة في الزراعة وقلة استخدام الأسمدة العضوية، إلى جعل تربة غير خصبة، كما هو الحال في سهول نهر النيل ونهر أورانج. يُعد نقص استخدام الأسمدة المصنعة أحد الأسباب الرئيسية لتدهور التربة، نظرًا لأن التربة في إفريقيا تفتقر إلى المصادر العضوية للمغذيات. أدى التخلص العشوائي من النفايات البلاستيكية مثل أكياس متعدد الإيثيلين والأطباق المكسورة والأحواض والبراميل البلاستيكية وقوارير المياه والجراكن على التربة إلى تفاقم المشكلة. أدى ازدياد عدد السكان إلى اعتماد كثير منهم على الزراعة مصدرًا للدخل، إلا أن أغلبهم لا يتخذون التدابير اللازمة لحماية التربة، وذلك بسبب انخفاض مستويات الدخل. أما الطرق الحالية، فهي تفرض ضغطًا مفرطًا على الجوانب البيئية الأخرى، مثل الغابات، ولا تعتبر مستدامة. توجد أسباب بيئية تؤدي إلى رداءة جودة التربة، إذ تحتوي كثير من التربة على صخور أو طين ناتج عن النشاط البركاني. تشمل الأسباب الأخرى تعرية التربة والتصحر وإزالة الغابات. من المصادر الأخرى لتدهور التربة التخلص غير السليم من النفايات؛ إذ يؤدي نقص المرافق والتقنيات المناسبة للتعامل مع النفايات إلى التخلص منها في التربة، ما يسبب تدهورها من خلال عمليات مثل الرشح.

## تلوث الهواء
يعد الهواء في إفريقيا ملوثًا بدرجة كبيرة، وذلك لأسباب متعددة. تُعتبر الأساليب الزراعية البدائية التي تُمارس في معظم مناطق إفريقيا من العوامل المسببة لهذا التلوث. تقدّر منظمة الأغذية والزراعة التابعة للأمم المتحدة أن 11.3 مليون هكتار من الأراضي تُفقد سنويًا نتيجةً للزراعة والرعي والحرق العشوائي واستهلاك الحطب وقودًا. يُستخدم الخشب والفحم النباتي في الطهي، ما يؤدي إلى انبعاث غاز ثنائي أكسيد الكربون في الغلاف الجوي، وهو أحد الملوثات السامة للهواء. يدفع ضعف إمدادات الطاقة في العديد من المناطق معظم الأسر للاعتماد على الوقود والديزل لتشغيل المولدات الكهربائية. أصبح تلوث الهواء في إفريقيا قضية بارزة يجب عدم تجاهلها. مثلًا، في جنوب إفريقيا، ترتفع مستويات الزئبق بشكل خطير نتيجة احتراق الفحم وتعدين الذهب. ينتقل الزئبق من الهواء إلى التربة والمياه. بعد ذلك، تمتص المحاصيل هذا الزئبق من التربة، ويتناول الإنسان هذه المحاصيل. تأكل الحيوانات الأعشاب الملوثة بالزئبق، ثم يستهلك الإنسان هذه الحيوانات. تمتص الأسماك الزئبق من المياه، فيأكله الإنسان أو يشرب من الماء الملوث، ما يؤدي إلى تراكم الزئبق في جسمه. يسبب هذا التراكم المتزايد للزئبق لدى البشر مخاطر صحية بارزة.